# تنگی دریچه میترال

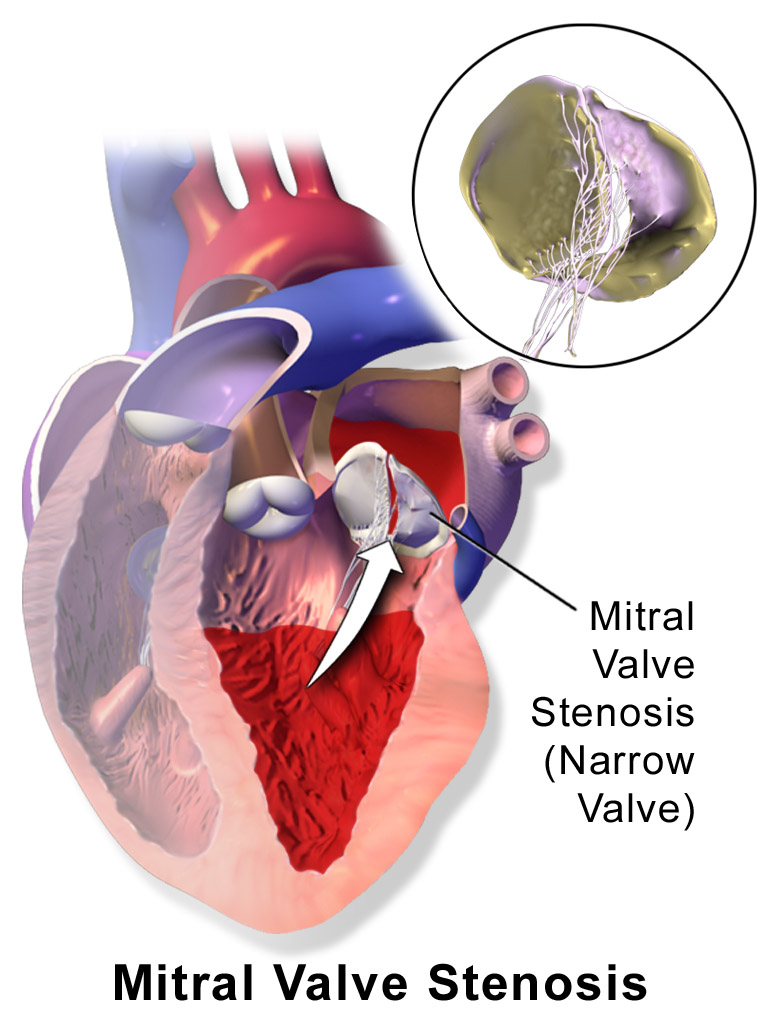
Illustration of mitral stenosis, with close-up on mitral valve

تنگی میترال یکی از انواع بیماری‌های دریچه‌ای قلب است که به معنی باریک‌شدن سوراخ دریچه میترال است.دریچه میترال دریچه بین دهلیز و بطن چپ قلب می‌باشد که خون را از دهلیز چپ قلب به بطن چپ می‌رساند. کار دریچه میترال این است که هنگام انقباض بطن چپ بسته شده و مانع از برگشت خون از بطن به دهلیز چپ می‌شود.

## علامت‌ها و نشانه‌ها
- نشانه و سمپتوم نارسایی قلبی که می‌تواند به شکل‌های مختلف از جمله تنگی‌نفس فعالیتی، ارتوپنه (راست‌دمی)٬ یا تنگی‌نفس حمله‌ای شبانه باشد.[۲]
- تپش قلب[۲]
- درد قفسه‌سینه[۲]
- خلط خونی[۲]( هموپتیزی)
- ترومبوآمبولی[۲]
- آسیت یا آب‌آوردگی شکم و ادم
- خستگی و ضعف مفرط

## علل

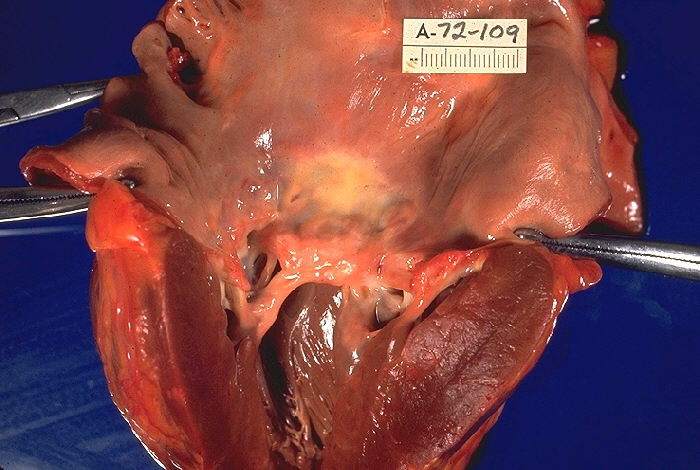
بیماری روماتیسمی قلب که با ضخیم‌شدن دریچه میترال همراه است

تقریباً نزدیک به همه موارد تنگی میترال ناشی از بیماری روماتیسمی قلب است.
آندوکاردیت عفونی از علل دیگر آن است که به خصوص شیوع آن در دوران بارداری بیشتر است. سایر علل عبارتند از بیماری‌های مادرزادی قلبی، کلسیفیکاسیون دریچه، اندوکاردیت عفونی .

## پاتوفیزیولوژی بیماری
دریچه میترال دریچه‌ای است که بین دهلیز چپ و بطن چپ قلب قرار گرفته‌است و شامل دو لت ( دو تکه)است. به‌طور طبیعی دهانه‌های این دریچه هنگام دیاستول باز است و خون از دهلیز چپ وارد بطن چپ می‌شود . طی انقباض بطن چپ (سیستول) دریچه میترال بسته نگه داشته می‌شود.
دریچه میترال بین دهلیز چپ و بطن چپ قرار دارد. تنگی دریچهٔ میترال در بزرگسالان اغلب از عوارض تب رماتیسمی است. علائم اصلی خستگی، تنگی نفس به‌ویژه هنگام فعالیت به‌دلیل کاهش برون‌ده قلبی است.

## تشخیص و درمان

Phonocardiograms from normal and abnormal heart sounds

هرچند سمع قلب (سوفل خفیف بعد از صدای دوم) و گرافی قفسه سینه (پرخونی رگ‌های ریوی) کمک‌کننده است تشخیص قطعی با اکوکاردیوگرافی است. در اکوکاردیوگرافی کاهش سرعت خروج خون از دهلیز چپ را داریم .
درمان در موارد فاقد علامت لازم نیست. برخی بیماران را می‌توان با درمان طبی و توسط داروهائی که ضربان قلب را کاهش می‌دهند و از انعقاد جلوگیری می‌کنند، درمان کرد. در هر صورت درمان نهایی جراحی (بازکردن دریچه با بالون یا تعویض دریچه) است. برای تعویض دریچه هم از دریچه مصنوعی ( سنتتیک ) و هم از دریچه طبیعی استفاده می‌شود .